# 東部幹線

台湾の環状鉄道（西部幹線・東部幹線・南廻線）

東部幹線 （とうぶかんせん/ドンブーガンシェン、拼音: Dōngbù　Gànxiàn、注音: ㄉㄨㄥㄅㄨˋ ㄍㄢˋㄒㄧㄢˋ）は、台湾鉄路管理局宜蘭線・北廻線及び台東線の総称。

## 使用車両
- 対号列車
  - 普悠瑪号
  - 太魯閣号
  - 自強号
  - 莒光号
  - 復興号
- 非対号列車
  - 区間車・区間快車 (通勤電聯車・冷氣柴客 (八堵駅-三貂嶺駅間使用中))

## 宜蘭線
八堵駅 - 暖暖駅 - 四腳亭駅 - 瑞芳駅 - 猴硐駅 - 三貂嶺駅 - 牡丹駅 - 双渓駅 - 貢寮駅 - 福隆駅 - 石城駅 - 大里駅 - 大渓駅 - 亀山駅 - 外澳駅 - 頭城駅 - 頂埔駅 - 礁渓駅 - 四城駅 - 宜蘭駅 - 二結駅 - 中里駅 - 羅東駅 - 冬山駅 - 新馬駅 - 蘇澳新駅 - 蘇澳駅

## 北廻線
蘇澳新駅 - 永楽駅 - 東澳駅 - 南澳駅 - 武塔駅 - 漢本駅 - 和平駅 - 和仁駅 - 崇徳駅 - 新城（太魯閣）駅 - 景美駅 - 北埔駅 - 花蓮駅

## 台東線
花蓮駅 - 吉安駅 - 志学駅 - 平和駅 - 寿豊駅 - 豊田駅 - 林栄新光駅 - 南平駅 - 鳳林駅 - 萬栄駅 - 光復駅 - 大富駅 - 富源駅 - 瑞穂駅 - 三民駅 - 玉里駅 - 東里駅 - 東竹駅 - 富里駅 - 池上駅 - 海端駅 - 関山駅 - 瑞和駅 - 瑞源駅 - 鹿野駅 - 山里駅 - 台東駅